# Tonaire de Saint-Bénigne de Dijon

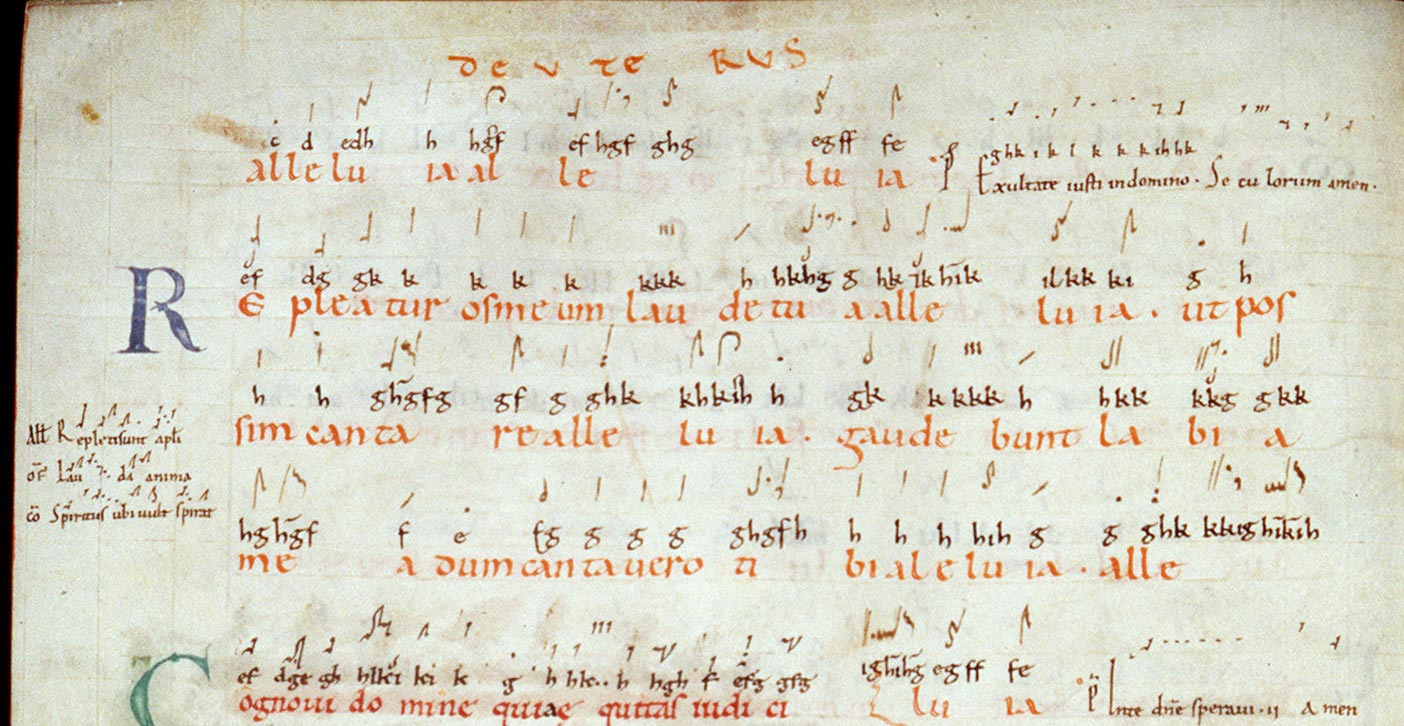
Manuscrit H159 de Montpellier, extrait de fol. 025v.

Le tonaire de Saint-Bénigne de Dijon est un manuscrit du XIe siècle de la notation musicale grégorienne, particulièrement conçue pour l'enseignement. Cette double notation neumatique et alphabétique fut redécouverte en 1847 à la bibliothèque de la faculté de médecine de Montpellier par Félix Danjou. 

## Histoire
Le manuscrit H159 fut redécouvert le 18 décembre 1847, par l'organiste et musicologue grégorien Félix Danjou, dans la bibliothèque de la faculté de médecine de Montpellier. Danjou avait terminé un voyage en Italie, à la recherche des manuscrits anciens en grégorien dans des archives. S'il n'avait pas effectué une déviation vers Montpellier, aucune restauration correcte du chant grégorien selon la notation sans ligne n'aurait eu lieu au XIXe siècle.

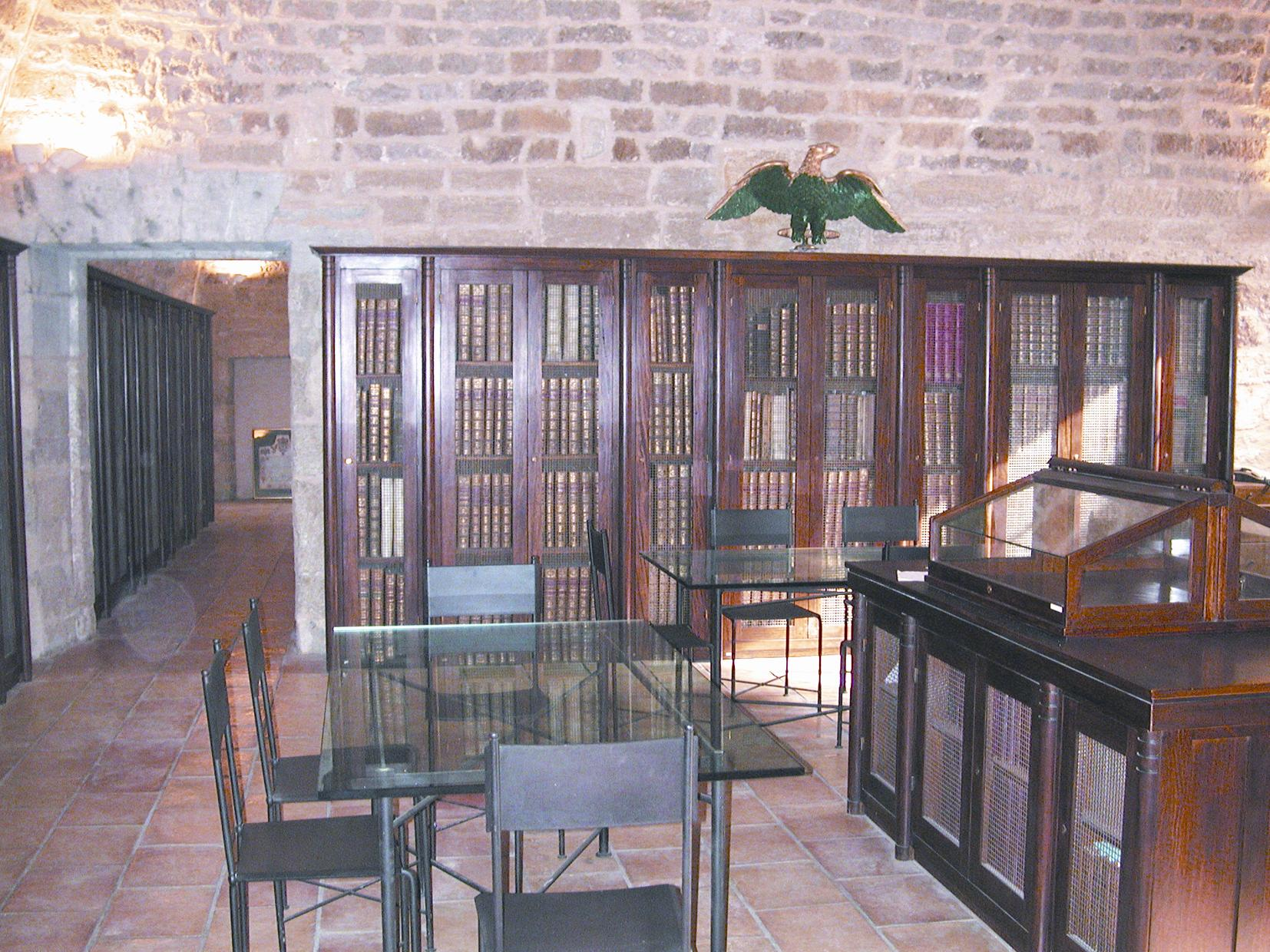
Le manuscrit Incerti de musicæ arriva dans cette bibliothèque en 1804.

Ce manuscrit se trouvait dans la bibliothèque de Bouhier à Dijon, en tant que manuscrit C62 dans le second catalogue de Jean III Bouhier, après 1666. Puis, celui-ci était distingué comme C54 dans le troisième catalogue rédigé en 1721 par le président Jean IV Bouhier (Inccrti (sic) de musicæ artis institutione de tonis seu musicæ artis breviarium, codex ms. Bibliothecæ Buherianæ c54. MDCCXXI). Selon la recherche de la Bibliothèque nationale de France, ces archives avaient été vendues en 1782 aux moines de l'abbaye de Clairvaux. Ensuite, la plupart des livres avaient été transportés à Troyes en 1795. Enfin, on avait, en 1804, chargé Simon Chardon de La Rochette et Victor Prunelle d'examiner cette collection. La faculté de médecine de Montpellier avait accueilli les manuscrits sélectionnés par le Dr Prunelle, ancien étudiant et bibliothécaire de cette faculté depuis 1803. 
Aussitôt arrivé à la bibliothèque de la capitale de médecins, Danjou a aperçu dans une armoire un volume in-folio intitulé Incerti de musica.

## Caractéristique
Sans délai, à la fin de l'année 1847, celui-ci se présenta d'abord en tant qu'antiphonaire du IXe siècle, car Félix Danjou s'était aperçu des chants typiques de l'antiphonaire dans ce manuscrit. En outre, il considérait qu'il s'agirait d'un manuscrit authentique de l'époque de Charlemagne. En 1851, après avoir parachevé son fac-similé à la main, l'abbé Théodore Nisard conclut nonobstant dans la préface : « En résumé, l'Antiphonaire de Montpellier n'est pas un antiphonaire, proprement dit : c'est un Tonarius. » Selon l'écriture des alphabets, l'abbé attribua ce tonaire au début du XIIe siècle alors que le catalogue de cette bibliothèque publié en 1849 supposait le Xe ou XIe siècle, surtout en raison de l'influence de Guy d'Arezzo. De nos jours, on considère que le manuscrit remonte jusqu'au XIe siècle selon les études approfondies.
Ce manuscrit avait vraisemblablement été préparé par un moine et professeur de musique de Dijon, non pour l'exécution de chant mais dans l'optique pédagogique, car avec la notation alphabétique, le groupement rythmique de neumes y fut perdu. En 1901, Dom André Mocquereau de Solesmes aussi écrivit : « disposition très heureuse pour l'étude des pièces musicales, mais qui l'est moins pour la pratique du chœur. »
Le manuscrit conserve la totalité des chants propres de la messe, groupés dans l'ordre des tons ecclésiastiques, caractéristique du tonaire.
À cette époque-là, chaque région gardait son propre système de neume ancien. La notation du manuscrit s'identifie comme notation française.
Si le système de notation alphabétique existait depuis longtemps tel celui de Boèce, la conception de cette notation est remarquable. Chaque neume, dégroupé toutefois, s'accompagne d'un ou plusieurs alphabets précisant le degré et l'élan. Pour cet objectif, les lettres de a jusqu'à p s'y emploient. De plus, l'auteur précisait encore le si bémol avec l'alphabet i incliné au lieu du i. Il est certain qu'il s'agit d'un manuscrit distingué issu d'un musicien et religieux intelligent.
Les notations alphabétiques de ce manuscrit contribuèrent à établir correctement la sémiologie grégorienne au XXe siècle. Ainsi, Dom Eugène Cardine de Solesmes présentait un exemple du neume porrectus. Dans une notation contient de deux porrectus identiques et successifs, le copiste du tonaire précisa cependant en écrivant lkl puis lkk, à savoir, ré - do - ré et ré - do - do, donc il ne s'agit pas de répétition. Le tonaire de Saint-Bénigne indique qu'en raison de certains neumes possédant une ambiguïté ou plusieurs possibilités, il faut beaucoup d'attention en faveur de la restauration de mélodie grégorienne.

## Table des matières
Selon Théodore Nisard (1851) ainsi qu'André Mocquereau (1901) : 
- 002r - 007v : traité de saint Bénigne
- 008r : prose pascale notée en point de Notker le Bègue, Laudes salvatoris
- 008v : réponses
- 009r : (effacé par l'auteur ou le copiste ; « Paléographie musicale : La page 3 a été complètement & soigneusement grattée ; on n'y peut rien lire[pm7 4]. »)
- 009v : 11 versets alléluiatiques qui manquaient dans le corps de l'antiphonaire
- 010r - 011r : versets alléluiatiques et traits du propre du temps dans leur ordre chronologique
- 011v : petit tonaire, soit 150 antiennes environ, y compris celle de Sancte Benigne (col. 3, lig. 13)
- 012r et 012v : texte d'une partie de l'office monastique du pape saint Urbain, partiellement noté [lire en ligne]
- 013r et 013v : réponses
- 014r - 163v : antiphonaire en tant que tonaire de la messe [lire en ligne]

## Postérité

### Pierre de Rosette
Certes, même après que le chant grégorien était devenu plain-chant à la suite de la Renaissance, un certain nombre de religieux et de musicologues voulaient restituer le chant grégorien authentique, en luttant contre cette tendance. Cependant, les neumes anciens restaient toujours indéchiffrables. Dorénavant, le mouvement de la restauration devint effectivement dynamique, grâce à cette découverte de la pierre de Rosette musicale.

### Fac-similé à la main
À la suite du découvert, le ministère de l'Instruction publique et des Cultes Félix Esquirou de Parieu chargea le 1er décembre 1850 à l'abbé Théodore Nisard d'exécuter le fac-similé à la main de ce manuscrit. En fait, l'abbé sollicitait le ministre pour le rétablissement correct des manuscrits de chant ecclésiastique, notamment avec ses deux mémoires destinés à celui-ci et datés du 27 octobre 1849 et du 21 février 1850. La qualité du fac-similé du tonaire tenu auparavant était tellement mauvaise qu'il lui faille obtenir son soutien :
- fac-similé de Viderunt omnes effectué auparavant : [lire en ligne] (ainsi, ce fac-similé manque de note alphabetique k sur la deuxième syllabe du mot omnes[9].)
- celui-de l'abbé Nisard en 1851 : [lire en ligne]

Le 5 novembre 1851, le fac-similé complété fut accueilli auprès de la Bibliothèque nationale de France [lire en ligne]. Dans la préface, l'abbé précisait les détails de la découverte et du manuscrit.

### Livres de chant
Cette découverte donna directement naissance à une édition du graduel et de l'antiphonaire en grégorien, sortie à partir de 1851. Il s'agissait de la meilleure restitution de ce chant en France grâce à ce manuscrit, avant que l'abbaye Saint-Pierre de Solesmes ne commence sa restauration scientifique dans les années 1860.

### Publication de phototypies
Après avoir distingué la valeur de ce tonaire, l'atelier de la Paléographie musicale auprès de l'abbaye de Solesmes photographia totalement le manuscrit en préparant son tome VII. À cause de la loi de juillet 1901, elle ne put pas entièrement publier ce manuscrit. En 1901, le tome VII sans phototypies fut sorti alors qu'il fallut attendre l'année 1905 pour la publication  des fac-similés. Ces tomes VII et VIII furent publiés chez Desclée.
Une réimpression eut lieu en 1972 chez Herbert Lang, édition suisse. Finalement, l'abbaye effectua, elle-même, une nouvelle réimpression réunie, tome VII/VIII comme initialement prévu. Cette dernière édition est toujours disponible  (ISBN 978-2-85274-177-5).